# Rząd (prawo)

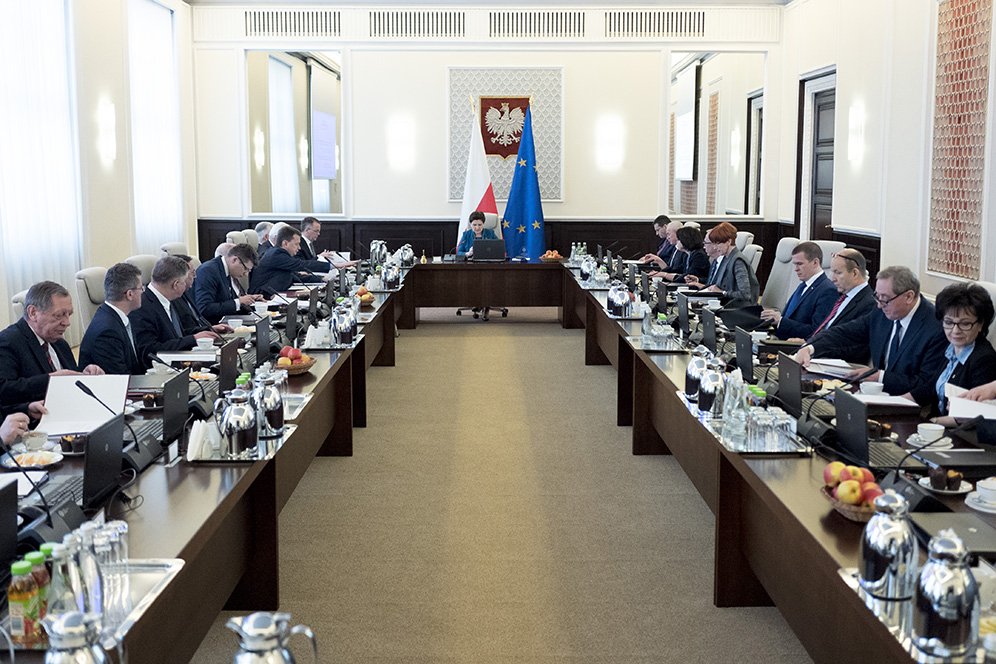
Posiedzenie polskiego rządu (rady ministrów) w 2017 r.

Rząd – system lub grupa ludzi rządząca zorganizowaną społecznością, zazwyczaj państwem.
W przypadku szerokiej definicji rząd zazwyczaj składa się z władzy ustawodawczej, wykonawczej i sądowniczej. Rząd jest środkiem, za pomocą którego egzekwowane są polityki, a także mechanizmem określania polityki. W wielu krajach rząd jest definiowany w ramach konstytucji.
W języku polskim rząd jest innym określeniem Rady Ministrów, czyli kolegialnego organu władzy wykonawczej, powoływany i odwoływany przez organ przedstawicielski. Do jego zadań należy koordynowanie działalności administracyjnej i realizacja zadań państwa, właściwy dla parlamentarno-gabinetowych systemów politycznych.
Rząd składa się z przewodniczącego rady ministrów, który jest zazwyczaj nazywany premierem (pierwszym ministrem), choć w niektórych krajach (np. Niemcy) jest tradycyjnie nazywany kanclerzem, oraz z ministrów.
W krajach o systemie parlamentarno-gabinetowym rząd jest wyłaniany i odpowiedzialny przed parlamentem (np. Wlk. Brytania, Włochy, Hiszpania, Japonia). W systemie prezydenckim pracami rządu kieruje prezydent lub osoba mianowana przez prezydenta wedle własnego uznania. W takim systemie rząd nie jest odpowiedzialny przed parlamentem, tylko przed prezydentem. Istnieje również model półprezydencki (np. Francja, Rosja), który łączy cechy obydwu systemów – prezydent wybiera premiera spośród członków partii większościowej w parlamencie oraz wskazuje rządowi kierunki polityki. Rząd ponosi wówczas podwójną odpowiedzialność – zarówno przed prezydentem, jak i parlamentem.
Rządem nazywany jest także organ władzy wykonawczej sprawujący władzę w imieniu monarchy w państwach o ustroju politycznym niedemokratycznym, monarchia absolutna (np. XIX-wieczny rząd imperatorski w Imperium Rosyjskim lub rząd Królestwa Arabii Saudyjskiej).

## Ustroje państwowe

### Aktualne ustroje państwowe
Poniższa mapa przedstawia formy rządzenia w różnych regionach świata.

Systemy parlamentarne: Szef rządu jest wybierany lub nominowany przez organ ustawodawczy i ponosi przed nim odpowiedzialność.
Monarchia konstytucyjna z ceremonialną rolą monarchy (z wyjątkiem być może władzy rezerwowej)
Republika parlamentarna z ceremonialną rolą prezydenta
Republika parlamentarna z prezydencją wykonawczą zależną od władzy ustawodawczej
----
System prezydencki: Szef rządu (prezydent) jest wybierany w wyborach powszechnych i niezależny od władzy ustawodawczej.
Republika prezydencka
----
Systemy mieszane:
System parlamentarno-prezydencki: Prezydent jest organem wykonawczym niezależnym od legislatury; szef rządu jest mianowany przez prezydenta i odpowiada przed legislaturą.
Republika niezależna od zgromadzenia: Szef rządu (prezydent) jest wybierany przez organ ustawodawczy i nie ponosi przed nim odpowiedzialności.
----
Inne systemy:
Republika teokratyczna: Przywódca posiada znaczącą władzę wykonawczą i ustawodawczą
Monarchia semi-konstytucyjna: Monarcha sprawuje znaczącą władzę wykonawczą i ustawodawczą.
Monarchia absolutna: Monarcha ma nieograniczoną władzę.
System jednopartyjny: Władza jest konstytucyjnie powiązana z jedną partią polityczną.
Junta wojskowa (państwo): Komitet przywódców wojskowych sprawuje kontrolę nad rządem; postanowienia konstytucyjne są zawieszone.
Rządy bez konstytucji: Brak konstytucyjnie zdefiniowanej podstawy dla obecnego reżimu np. rządy tymczasowe lub teokracja islamska
Terytoria zależne lub regiony bez rządów

     Monarchia konstytucyjna z ceremonialną rolą monarchy (z wyjątkiem być może władzy rezerwowej)
     Republika parlamentarna z ceremonialną rolą prezydenta
     Republika parlamentarna z prezydencją wykonawczą zależną od władzy ustawodawczej
     Republika prezydencka
     System parlamentarno-prezydencki: Prezydent jest organem wykonawczym niezależnym od legislatury; szef rządu jest mianowany przez prezydenta i odpowiada przed legislaturą.
     Republika niezależna od zgromadzenia: Szef rządu (prezydent) jest wybierany przez organ ustawodawczy i nie ponosi przed nim odpowiedzialności.
     Republika teokratyczna: Przywódca posiada znaczącą władzę wykonawczą i ustawodawczą
     Monarchia semi-konstytucyjna: Monarcha sprawuje znaczącą władzę wykonawczą i ustawodawczą.
     Monarchia absolutna: Monarcha ma nieograniczoną władzę.
     System jednopartyjny: Władza jest konstytucyjnie powiązana z jedną partią polityczną.
     Junta wojskowa: Komitet przywódców wojskowych sprawuje kontrolę nad rządem; postanowienia konstytucyjne są zawieszone.
     Rządy bez konstytucji: Brak konstytucyjnie zdefiniowanej podstawy dla obecnego reżimu np. rządy tymczasowe lub teokracja islamska
     Terytoria zależne lub regiony bez rządów